# Хлебников, Олег Никитьевич
Олег Никитьевич Хлебников (род. 9 июля 1956, Ижевск) — русский поэт, журналист, редактор. Главный редактор журнала «Русская виза» (1992—1996). Член Союза писателей СССР (1980). Кандидат технических наук (1983). Заместитель главного редактора «Новой газеты».

## Биография
Олег Хлебников родился 9 июля 1956 года в Ижевске в семье инженеров. Дебютировал стихами, будучи школьником, в 1973 в «Комсомольской правде» (в номерах от 18 и 27 октября), в возрасте 17 лет. Во время учёбы на математическом факультете Ижевского механического института публиковался в коллективных сборниках Удмуртского издательства «Апрель» (1975; Борис Слуцкий в рецензии отметил талант поэта) и «Родники» (1976), руководил литстудией «Радуга» при СП Удмуртии. Участник VII Всесоюзного совещания молодых писателей и первого совещания молодых литераторов социалистических стран. В 1978 году окончил институт, с 1980 года — член Союза писателей СССР. В 1983 году защитил кандидатскую диссертацию по кибернетике. В 1985 году окончил Высшие литературные курсы. Был членом редколлегии журнала «Огонёк», заведующим отделом литературы (1989 — 90): сотрудники — Владимир Вигилянский, Андрей Чернов, Денис Новиков, Георгий Елин, Людмила Наточанная, Михаил  Пекелис... Евгений Евтушенко вёл рубрику «Муза двадцатого века» и подрабатывал помощником заведующего и водителем.
В 1991—1995 годах — секретарь СП Москвы.
Публиковался в журналах «Юность», «Новый мир», «Арион», «Знамя», «Дети Ра», «Дружба Народов», «Континент», «Звезда» и др.
Издавался в переводах во Франции и в Дании.
Своё 60-летие Олег Хлебников отметил в саду Дома-музея Бориса Пастернака.
В 2018 году удостоен премии «Парабола» имени поэта Андрея Вознесенского.
Выпустил книгу прозы «Заметки на биополях. Книга о замечательных людях и выпавшем пространстве», в которую вошла почти мемуарная повесть «Три отца и много дядек», главы из которой публиковались в журналах «Дружба народов», «День и ночь», «Сноб», «Story», в «Новой газете».
В книге Хлебников признаётся, что поэт Давид Самойлов и литературовед Станислав Рассадин стали для него вторым и третьим отцами. В числе старших товарищей — Булат Окуджава, Андрей Вознесенский, Евгений Рейн и многие другие.
Работа журналиста
- журнал «Крестьянка», редактор отдела литературы (1985—1988)
- журнал «Огонёк», заведующий отделом литературы (1988—1991)
- журнал «Русская виза»
  - соредактор (с 1992)
  - главный редактор (с 1994)
- «Новая газета» (с 1996)
  - заведующий отделом культуры
  - выпускающий редактор
  - заместитель главного редактора
  - шеф-редактор отдела современной истории

Семья
Жена — поэтесса и журналистка Анна Юдковна Саед-Шах (Данцигер).

## Взгляды
- В 2011 году на церемонии вручения литературной премии «Венец» Геннадию Русакову сказал, что премию «Венец» ставит (в 2011-м) выше Нобелевской в области литературы: — лауреат Нобеля из Швеции — скучный, «университетский» поэт, куда ему до Русакова![7]
- В марте 2014 года вместе с рядом других деятелей науки и культуры выразил своё несогласие с политикой российской власти в Крыму[8].

## Оценки
О творчестве Олега Хлебникова отзывались классики советской поэзии — среди них Борис Слуцкий и Давид Самойлов. Слуцкий, например, ещё в 1975 году отметил, что за каждым стихом молодого поэта — «переживание, прочувствованное и продуманное. В его стихах мало, собственно, совсем ничего нет «18-летнего», студенческого, провинциального...».

Олег Хлебников — может быть, самый интересный — для меня — поэт, как говорится, из ныне живущих.— Станислав Рассадин

Поэт почти молчаливой любви к людям.— Евгений Евтушенко

В стихах Олега Хлебникова есть картина мира.— Давид Самойлов

…хмуроватый Олег Хлебников вовсе не расточает шуток, но самоиронии ему не занимать…
— Эмиль Сокольский

Лирическое творчество Xлебникова рождено восприятием города. Он изображает реалии современной цивилизации и актуальные проблемы быта в их возрастающем влиянии на внутреннюю жизнь человека. Его волнует слабеющая способность человека к коммуникации при увеличивающейся тесноте совместного существования. Xлебников сознательно противопоставляет своё творчество «эстрадной лирике». Он не даёт никаких комментариев к созданным им образам, выказывает сомнение в смысле существования человека, говорит о поисках собственного места в жизни. Он ставит те общечеловеческие и социальные вопросы, которые волнуют человечество в конце XX века.— Вольфганг Казак: Лексикон русской литературы XX века

## Премии и награды
- 1978 — Премия Всесоюзного литературного конкурса имени А. М. Горького «За лучшую первую книгу» молодого автора.
- 2011 — Литературная премия «Венец» Союза писателей Москвы (За книгу «Люди Страстной субботы»)[15]
- 2012 — Премия журнала «Дети Ра»[16]
- 2013 — Новая Пушкинская премия «За совокупный творческий вклад в отечественную культуру»[17]
- 2014 — Золотой Крест Заслуги Республики Польша[18]
- 2018 — Премия «Парабола» имени поэта Андрея Вознесенского[19]

## Книги стихов
- Олег Хлебников. Наедине с людьми. — М.: «Молодая гвардия», 1977. — 32 с. — (Молодые голоса). — 18 000 экз.
- Олег Хлебников. Город: Повесть в стихах. — [Худож. В. П. Чувашов]. — Ижевск: Удмуртия, 1981. — 128 с. — 10 000 экз.
- Олег Хлебников. Письма прохожим: Книга стихов. — М.: Современник, 1982. — 78 с. — (Новинки "Современника"). — 20 000 экз.
- Олег Хлебников. Местное время: Поэма, стихи. — [Худож. Б.И. Жутовский]. — М.: «Советский писатель», 1986. — 133 с. — 10 000 экз.
- Олег Хлебников. Железная дорога: Повесть в стихотворениях. — [Худож. А.Р. Брусиловский]. — Ижевск: «Удмуртия», 1989. — 120 с. — 5000 экз.
- Олег Хлебников. Наземный переход. — М.: «Молодая гвардия», 1989. — 173 с. — (Восхождение). — 20 000 экз. — ISBN 5-235-00515-7.
- Олег Хлебников. На краю века: Стихи и повести в стихах, 1990-1996. — Ижевск: «Удмуртия», 1996. — 120 с. — 500 экз. — ISBN 5-7659-0705-9.
- Олег Хлебников. Жёсткий диск. — М.: «Русская книга», 2002 (вступ. ст. Ю. Щекочихина, послесл. С. Рассадина). — С. 365. — портр.; в пер. — (Поэтическая Россия). — 3000 экз.
- Олег Хлебников. Инстинкт сохранения. — М.: Зебра Е, 2008. — 480 с. — 3000 экз. — ISBN 978-5-94663-576-9.
- Олег Хлебников. Люди страстной субботы: Книга новых стихов, 2008-2009. — М.: Арт Хаус медиа, 2010. — 109 с. — 650 экз. — ISBN 978-5-902976-61-5.
- Хлебников О. Н. На небесном дне. — М.: Время, 2013. — 128 с. — 1000 экз. — ISBN 978-5-9691-0826-4.
- Олег Хлебников. Крайний: Книга новых стихов. — М.: Арт Хаус медиа, 2016. — 188 с. — 500 экз. — ISBN 978-5-902976-97-4.
- Олег Хлебников. Заметки на биополях: Книга о замечательных людях и выпавшем пространстве. — М.: Время, 2018. — 287 с. — (Серия "Диалог"). — 1000 экз. — ISBN 978-5-9691-1723-5.
- Олег Хлебников. Заметки на биополях: Книга о замечательных людях и выпавшем пространстве. — М.: Время, 2018. — 287 с. — (Серия "Диалог"). — 1000 экз. — ISBN 978-5-9691-1723-5.
- Анна Саед-Шах, Олег Хлебников. Навсегда. — М.: Время, 2019. — 158 с. — 1000 экз. — ISBN 978-5-9691-1866-9.
- Олег Хлебников. Недосказанное: Книга новых стихов. — М.: Воймега, 2019. — 100 с. — 500 экз. — ISBN 978-5-6042671-7-2.

## Диссертация
- Хлебников О. Н. Определение надежности проектов сложных объектов при наличии размытых оценок параметров: диссертация кандидата технических наук: 01.01.10. — Ижевск, 1982. — 165 с.: ил. + Прил. (30 с.).